# Nipponidion
Nipponidion là một chi nhện trong họ Theridiidae.